# Anisomorpha buprestoides
Anisomorpha buprestoides, auch unter den Trivialnamen Streifen-Stabheuschrecke und Zweigestreifter Wandelnder Stab bekannt, ist eine Art aus der Ordnung der Gespenstschrecken (Phasmatodea).

## Merkmale und Farbformen
Anisomorpha buprestoides weist einen stark ausgeprägten Geschlechtsdimorphismus hinsichtlich der Größe auf. Während adulte Weibchen eine Körperlänge von 7 bis 8 cm erreichen, bleiben Männchen mit 4 bis 5 cm deutlich kleiner. Beide Geschlechter sind flügellos, haben eine gestreckte, stabförmige Gestalt und sind glänzend braunschwarz oder schwarz gefärbt. Vom Caput (Kopf) bis zum Ende des Abdomens (Hinterleib) ziehen sich zwei leuchtende, je nach lokaler Farbform, braune, orange oder weiße Streifen.

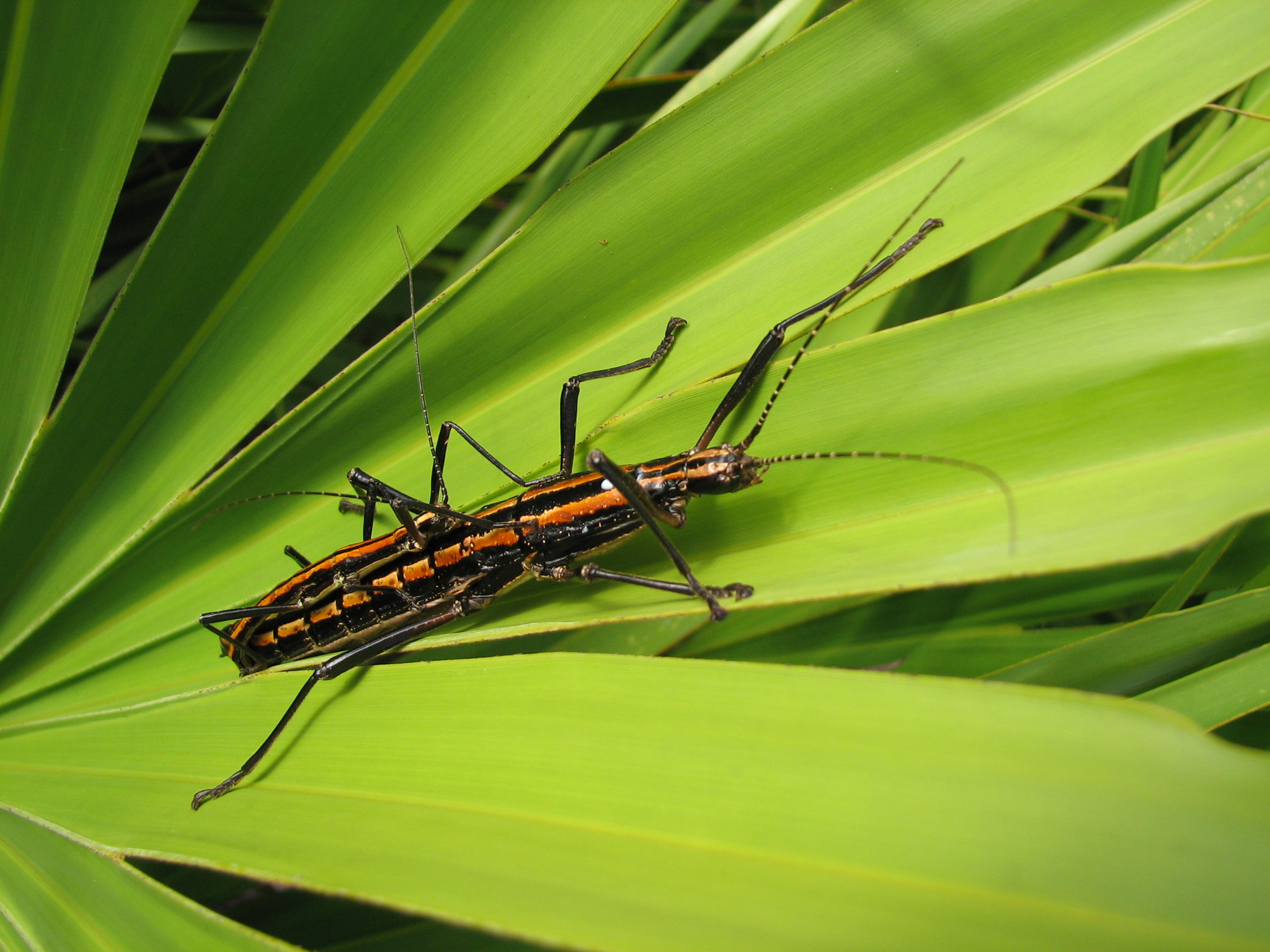
Orange Farbform

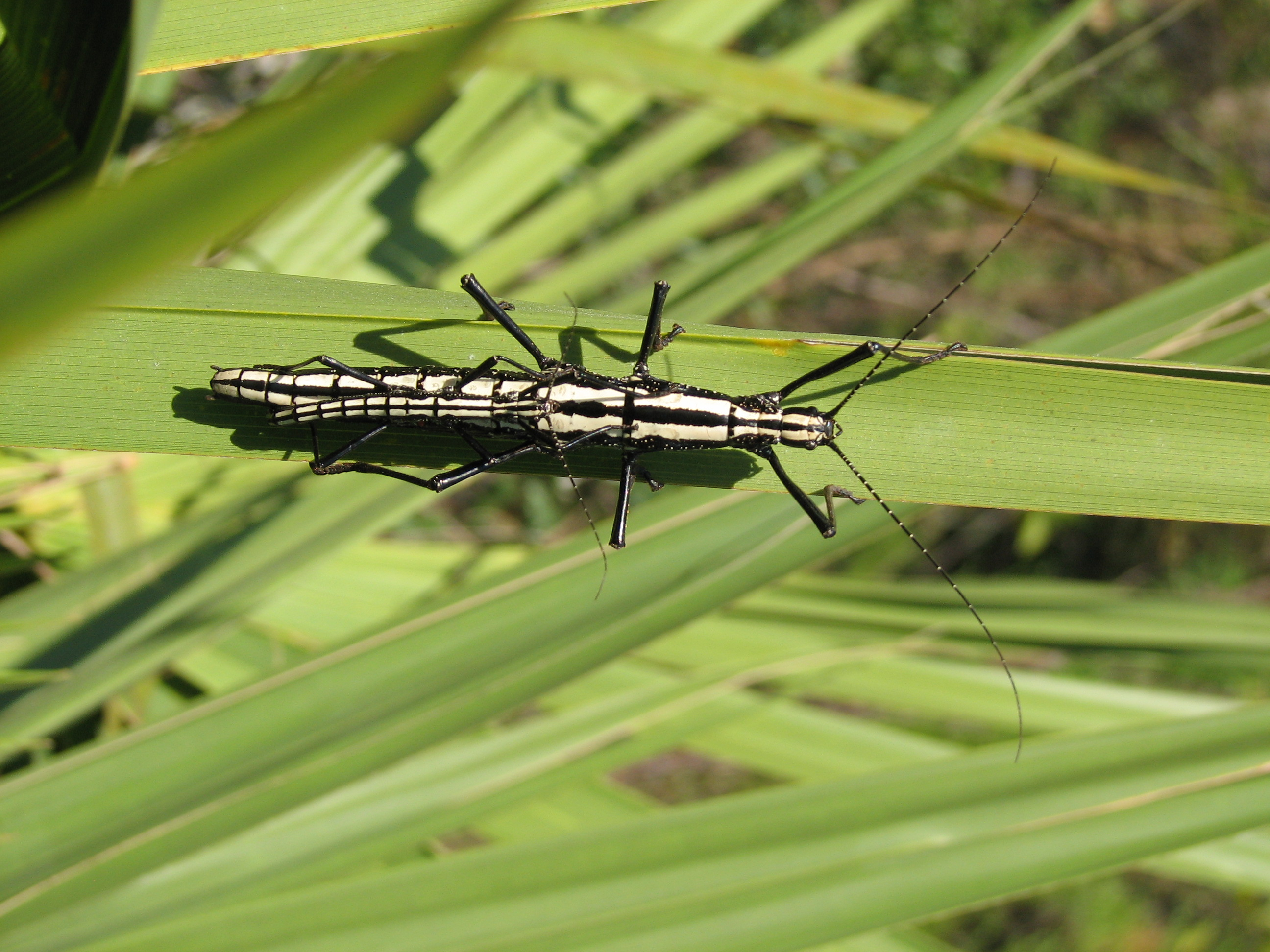
Die häufig nach ihrem Fundort als Anisomorpha buprestoides „Ocala“ bezeichnete weiße Farbvariante

## Vorkommen und Lebensweise
Die Art ist ein tagaktiver Bewohner subtropischer Trockengebiete der südlichen USA, insbesondere der Bundesstaaten Florida und Georgia. Wie bei vielen anderen tagaktiven Gespenstschrecken besteht ihre Verteidigung weniger in der sonst für die Gespenstschrecken typischen Phytomimese, also dem Nachahmen von Pflanzenteilen, sondern viel mehr in einer aktiven Verteidigung mittels eines stinkenden Wehrsekrets. So ist ihre Färbung auch eher als Warntracht zu verstehen. Das Wehrsekret wird in paarigen Drüsen am Prothorax gebildet. Aus diesen kann es 30 bis 50 cm weit und meist nach hinten einem potentiellen Angreifer entgegen gesprüht werden. Das Sekret enthält Anisomorphal ein Sterioisomer des Dolichodials. Es wirkt ätzend und greift insbesondere die Schleimhäute an. So kann es beispielsweise zu ernsten Schäden kommen, wenn das Sekret ins Auge gelangt. Natürliche Nahrungspflanzen von Anisomorpha buprestoides sind Eichen. 
Die Art vermehrt sich durch geschlechtliche Fortpflanzung. Erwachsene Männchen begatten nur ein einziges Weibchen, von dem sie sich meist den Rest ihres Lebens herumtragen lassen. Dieses als Mate Guarding (engl.: mate = Partner, guarding = bewachen) bezeichnete Verhalten dient dazu, nach der Kopulation anderen Männchen eine weitere Paarung mit diesem Weibchen zu erschweren oder unmöglich zu machen. Aus diesem Grund sind selten adulte Einzeltiere zu finden, sondern meist kopulierende Paare. Die Weibchen graben mit den Vorder- und Mittelbeinen Gruben, in welche sie Gelege von bis zu 10 Eiern ablegen. Dazu biegen sie das Abdomen zusammen mit den aufsitzenden Männchen über den Kopf in die Grube. Nach der Eiablage wird diese Grube mit den Mittelbeinen wieder zugegraben. Die tönnchenförmigen Eier sind etwa 3 mm lang, 1,7 bis 1,9 mm breit und ca. 6,3 mg schwer. Sie ähneln dem Kot der Tiere. Die Nymphen schlüpfen nach rund drei Monaten. Sie messen dann etwa 15 mm und haben bereits funktionsfähige Wehrdrüsen. Die Entwicklungsdauer zu adulten Tieren dauert etwa drei Monate. Auch die Imagines leben noch gut drei Monate.

## Lokale Farbformen
Neben der weit verbreiteten Normalform, die zwei braune Längsstreifen auf schwarzem Grund zeigt, sind noch zwei in Florida lokal sehr begrenzt auftretende Farbformen bekannt. Eine aus dem Ocala National Forest stammende Form hat zwei weiße Streifen auf dunkelbraunem bis schwarzem Grund. Sie wird als weiße Form oder auch als Anisomorpha buprestoides "Ocala" angesprochen. eine weitere Farbform stammt aus dem Gebiet der Archbold Biological Station nahe Lake Placid (Florida). Bei dieser Form sind statt der braunen Streifen zwei orange Streifen auf dem Rücken vorhanden. Alle drei Formen zeigen ein an die Fundortbedingungen angepasstes unterschiedliches Verhalten, was ihren Tageszyklus und auch die Eiablage angeht. Insbesondere bei adulten Tieren gibt es auch Unterschiede in der Zusammensetzung des Abwehrsekrets. Während Tiere der weißen und der orangen Form vor allem Anisomorphal produzieren, findet man bei der braunen Normalform je nach Population entweder primär Anisomorphal oder ein anderes Sterioisomer des Dolichodials, nämlich Peruphasmal.

## Systematik
Wissenschaftlich beschrieben wurde die Art im Jahre 1813 von dem deutsch-niederländischen Entomologen Caspar Stoll zunächst als Phasma buprestoides. George Robert Gray überstellte diese und einige andere Arten 1835 in die von ihm neu errichtete Gattung Anisomorpha. Einige der im 19. Jahrhundert beschriebenen Arten, darunter auch eine von Stoll beschriebene erwiesen sich später als synonym zu Anisomorpha buprestoides. Synonyme dieser Art sind:
- Spectrum bivittatum Say, 1824, zeitweilig auch als Anisomorpha bivittata bezeichnet
- Bacteria calamus Burmeister, 1838
- Spectrum palmeus Taylor, 1862
- Phasma vermicularis Stoll, 1813
- Spectrum vittata Jaeger, 1854

## Terraristik
Anisomorpha buprestoides sollte in einem trockenen Terrarium gehalten werden, dessen Bodensubstrat gelegentlich mit Wasser besprüht wird. Gefüttert werden kann mit Laub von Brombeeren, Rhododendren, Liguster und Eichen. Eine Vergesellschaftung mit anderen Arten sollte vermieden werden, da diese durch das Abwehrsekret Schaden nehmen können. Außerdem sollten adulte, unverpaarte Männchen von den subadulten Weibchen getrennt werden, da sie bei Kopulationsversuchen die letzte Häutung behindern könnten. Die Art gehört zu den schon sehr lange in Zucht befindlichen Gespenstschrecken. Die Phasmid Study Group führt sie unter der PSG-Nummer 12.